# Karl Strobl (Geistlicher)

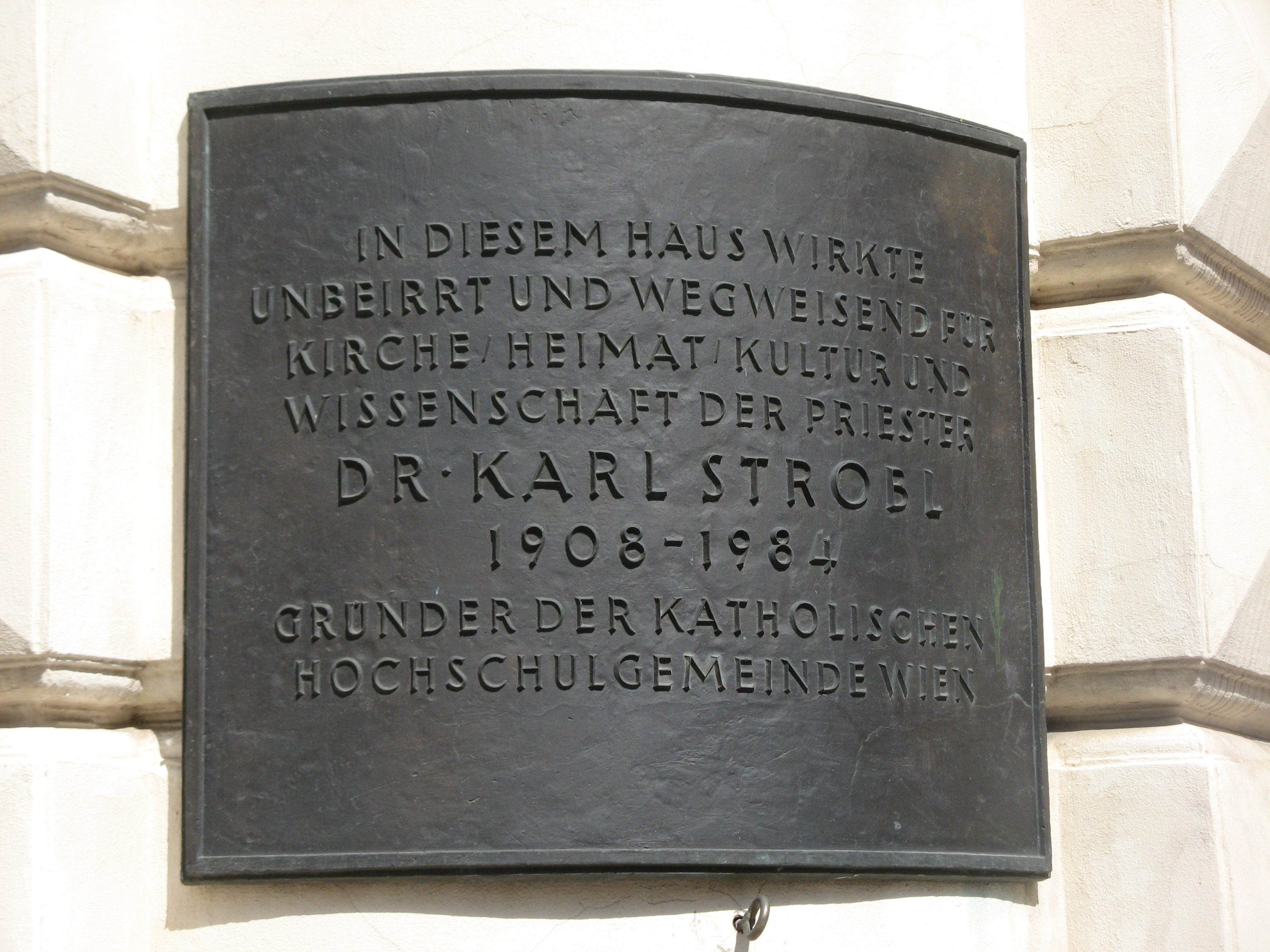
Gedenktafel für Karl Strobl am Haus Ebendorferstraße 8 in Wien

Karl Strobl (* 20. Jänner 1908 in Wilhelmsdorf bei Poysdorf; † 21. August 1984 in Wien) war ein österreichischer Priester und Pionier der Hochschulseelsorge.
Strobl wurde 1908 als Sohn eines Weinbauern geboren. Er empfing 1931 in Wien die Priesterweihe und wurde 1938 zum Leiter der Studentenseelsorge in Wien berufen – eine Aufgabe, die er bis 1969 innehatte. Während des Zweiten Weltkriegs bildete sich um ihn ein Kreis des geistigen Widerstands gegen den Nationalsozialismus.
Das von Strobl entwickelte Modell der „Hochschulgemeinde“ bewährte sich nach 1945 in allen österreichischen Hochschulstädten. Das Modell „Katholisches Studentenhaus“ beinhaltet eine Synthese von Wohnheim für Studierende, Studenten-Mensa und Foyer für offene Begegnungen über konfessionelle, weltanschauliche und nationale Grenzen hinaus.
In den 1970er-Jahren war Prälat Strobl Geistlicher Assistent der Katholischen Aktion Österreichs – nach dem Tod von Otto Mauer auch im Katholischen Akademikerverband in Wien – und hat als solcher Bedeutendes für die österreichische Kirche geleistet: bei der Planung und Durchführung des Österreichischen Katholikentages 1974 zum Thema „Versöhnung“, des Österreichischen Synodalen Vorgangs und bei den religiösen Bildungsprogrammen im ORF („Wozu glauben?“, „Wem glauben?“, „Warum Christen glauben?“).
Prälat Strobl, der 1969 auch ins Wiener Domkapitel berufen wurde, zählt zu den Gründern der Katholischen Hochschuljugend Österreichs, des Afro-Asiatischen Instituts, des Österreichischen Studienförderungswerk „Pro Scientia“, der Zeitschrift „Wort und Wahrheit“ und des Forums St. Stephan, das sich das Gespräch zwischen Wissenschaft, Kunst und Kultur zum Anliegen gemacht hat. Als Erbe seines Freundes Otto Mauer gab Strobl den entscheidenden Anstoß zur Gründung des „Otto-Mauer-Fonds“ 1980 und zur Stiftung des „Otto-Mauer-Preises“, der nach wie vor bedeutendsten Auszeichnung österreichischer Nachwuchskünstler. Strobl starb 1984 in Wien und wurde in seinem Heimatort Poysdorf begraben.